# Hydrocharis
Hydrocharis L., 1753 è un genere di piante acquatiche della famiglia Hydrocharitaceae.

## Tassonomia
Hydrocharis è l'unico genere della sottofamiglia Hydrocharitoideae Eaton.
Comprende le seguenti specie:
- Hydrocharis chevalieri (De Wild.) Dandy
- Hydrocharis dubia (Blume) Backer
- Hydrocharis laevigata (Humb. & Bonpl. ex Willd.) Byng & Christenh.
- Hydrocharis morsus-ranae L.
- Hydrocharis spongia Bosc